# Toni Prats
Antonio Prats Cervera, (Capdepera, Baleares, 9 de septiembre de 1971) es un exfutbolista internacional  español que jugaba de guardameta. En los 17 años que se mantuvo en activo como profesional en el fútbol español, destacó en el Real Mallorca donde debutó y en el Real Betis en el que jugó nueve años y con el que obtuvo una copa del Rey. Se retiró en 2008 en el Hércules C. F. Es tio del también futbolista Abdón Prats.

## Trayectoria
Comenzó su carrera profesional en el Real Mallorca B, en la temporada 1991/92. Posteriormente, y durante 4 temporadas jugó en el primer equipo del Real Club Deportivo Mallorca, donde destacó como uno de los mejores porteros de Primera División. Realizó su debut en la máxima categoría española con el Real Mallorca, el 3 de noviembre de 1991, en un partido contra el Athletic Club. En la temporada 1995/96 fichó por el Real Club Celta de Vigo, donde disputó 41 partidos en La Liga (50 goles encajados) y 2 de Copa del Rey (4 goles encajados).
En la temporada 1996/97 fichó por el Real Betis, por un precio de 400 millones de pesetas y una cláusula de rescisión de 30 millones de pesetas, una de las cantidades más altas pagadas por entonces por un guardameta. Desde ese preciso momento se convirtió en titular indiscutible en el Real Betis Balompié durante 7 temporadas, hasta que en la temporada 2002/03 fue reemplazado por Pedro Contreras. Durante esas siete temporadas vivió una internacionalidad, grandes resultados con el Real Betis así como una lesión inoportuna en diciembre de 2004 que provocó la titularidad de Toni Doblas. Fue el primer guardameta de la Primera División de España que logró marcar de tiro libre directo, logrando sendos goles contra el Real Madrid CF y Club Atlético de Madrid en la misma temporada.
La temporada 2004/05 se pasó el año prácticamente en blanco, lesionado en una rodilla por Zinedine Zidane en el partido Real Betis–Real Madrid CF. Regresó en el penúltimo partido de Liga, contra el Real Zaragoza. Su última actuación con el conjunto bético fue frente al RCD Real Mallorca. En julio de 2005 regresó al club de sus inicios, el Real Club Deportivo Mallorca.
En julio de 2007 fichó por el Hércules CF. Jugó los 7 primeros partidos de la temporada 2007/08 en Segunda División y no volvió a jugar más. Se le detectaron unos problemas de patología discal que no le obligaron a pasar por el quirófano, pero que le incapacitan para entrenar y jugar; por lo que en febrero de 2008 rescindió su contrato con el club alicantino. El 7 de marzo de 2008 anunció públicamente su retirada del fútbol como jugador profesional.
Confirmó su retirada el 7 de marzo de 2008 estando en el Hércules CF, tras diecisiete temporadas como futbolista profesional, debido a una lesión en la espalda. 

## Selección nacional
No jugó ningún partido con la selección de fútbol de España, aunque fue convocado para el partido contra Chipre, celebrado el 5 de septiembre de 1998, siendo suplente de Santiago Cañizares en la derrota de España que supuso la destitución de Javier Clemente como seleccionador nacional.
(Pero jugó en la segunda parte de un amistoso donde el titular fue Cañizares)

## Clubes
| Club                         | País   | Año       |
| ---------------------------- | ------ | --------- |
| Real Club Deportivo Mallorca | España | 1991-1995 |
| Real Club Celta de Vigo      | España | 1995-1996 |
| Real Betis Balompié          | España | 1996-2005 |
| Real Club Deportivo Mallorca | España | 2005-2007 |
| Hércules Club de Fútbol      | España | 2007-2008 |

## Palmarés

### Campeonatos nacionales
| Título                 | Club       | País   | Año     |
| ---------------------- | ---------- | ------ | ------- |
| Copa del Rey de Fútbol | Real Betis | España | 2004-05 |